# 挫滅症候群
挫滅症候群（ざめつしょうこうぐん、クラッシュ症候群、外傷性横紋筋融解症またはバイウォーターズ症候群とも）とは、骨格筋の挫滅損傷後の重度のショックと腎不全を特徴とする病状である。挫滅損傷とは、腕、脚、または身体の他の部位が圧迫され、身体の患部に筋肉の腫脹および/または神経学的障害を引き起こすものであり、挫滅症候群は全身症状を伴う局所的挫滅損傷である。この病状は、地震などの大災害で、倒れたり動いたりする石積みの下敷きになった人によく起こる。救出まで患者が比較的元気であっても、急変の可能性がある。
挫滅損傷のある人は、外傷診療において最大の難題のひとつであり、負傷現場で医師の注意が必要な場合がある。負傷者の病態生理学的に適切な救護が必須である。挫滅部位の不用意な除圧により、挫滅組織からミオグロビンやカリウムなどが全身に急激に放出され、ショックや腎不全、致死的な不整脈による心停止すら生じることもある。
患部を切断せずに患者を解放することが可能な場合もあるが、極限状況では負傷現場での切断が必要になることもある。重症であることが見落とされる場合もあり、致死率は比較的高い。日本においては1995年の阪神・淡路大震災において有名となった。

## 歴史
日本の医師である皆見省吾が、1923年に挫滅症候群を初めて報告した。彼は、第一次世界大戦中に腎不全で死亡した3人の兵士の病態を研究した。腎の変化は過剰なミオグロビンの蓄積によるもので、酸素不足による筋肉の破壊が原因であった。
皆見省吾はドイツ帝国留学中に論文を「Virchows Archiv」誌に寄稿している。これは第一次世界大戦の戦傷の腎不全による死者の病理学的検討である。
皆見省吾の論文要旨
- 症例1: 砲兵上等兵。受傷後13時間後に収容。左大腿及び下腿に受傷。受傷4日後に尿が混濁し、その日の夕方死亡。剖検で左大腿上部の筋肉の壊死が著明。
- 症例2: 塹壕の中で砲弾が炸裂し両下腿に受傷。受傷4日後濃い血尿となり無尿。その夕刻に死亡。
- 症例3: 右上肢、腰部に鈍的打撲。5日後尿量減少。7日後死亡。

- 腎実質の急性退行性変性は急性自家中毒であり、これはメトヘモグロビン尿、腎のメトヘモグロビン梗塞の像が示している血球破壊によって証明される。これはすべての生き埋め例で見られる多数の壊死部の筋肉蛋白崩壊に基因している。

この症候群は、後にイギリスの医師エリック・バイウォーターズ（Eric Bywaters）によって、第二次世界大戦中の1941年のロンドン大空襲（ザ・ブリッツ）の際の患者で報告された。そこで、報告者の名にちなんで挫滅症候群はバイウォーターズ症候群とも呼ばれるようになった。

## 原因および症状
身体の一部、特に四肢が長時間圧迫を受けると、筋肉が損傷を受け、組織の一部が壊死する。その後、圧迫された状態から解放されると、壊死した筋細胞からカリウム、ミオグロビン、乳酸などが血液中に大量に漏出する。発症すると意識の混濁、チアノーゼ、失禁などの症状が見られる他、高カリウム血症により心室細動、心停止が引き起こされたり、ミオグロビンにより腎臓の尿細管が壊死（急性尿細管壊死）し急性腎不全を起こしたりする。
戦災、自然災害、事故に伴い、倒壊した建物等の下敷きになるなどして発症する場合が多い。圧迫からの解放直後は、意識があるために軽傷とみなされ、その後重篤となり死に至ることも少なくない。まれに、特定の筋肉を過度に酷使する運動を行うことにより発症する場合もある。スポーツの加圧トレーニングによって挫滅症候群を発症した事例が報告されている。

## 病態生理
この症候群は再灌流障害であり、挫滅圧力の解放後に生じる。その機序は、横紋筋融解症（虚血状態によって損傷した骨格筋の分解）の産物である筋分解産物、特にミオグロビン、カリウムおよびリンが血流に放出されることであると考えられている。一方、本症の病態は筋肉の直接的な挫滅に限らず、長時間の圧迫による血流、循環障害が本態であることから、英名はCrush syndromeであっても、和名はそれの直訳である挫滅症候群ではなく、圧挫症候群と呼称している学会組織もある。
腎臓に対する特異的な作用は完全には解明されていないが、ミオグロビンの腎毒性代謝産物によるところもあるかもしれない。
最も壊滅的な全身への影響は、事前の適切な準備なしに挫滅部分の圧が突然解除され、再灌流症候群を引き起こしたときに起こりうる。組織が直接的な挫滅を受けるだけでなく、四肢の組織が突然再酸素化される。適切な準備がなければ、患者は疼痛コントロールにより、再還流前は元気であっても、その直後に突然死亡することがある。これは"smiling death"と呼ばれる。
こうした全身への影響は、外傷性横紋筋融解症によって引き起こされる。横紋筋融解症では、患部に水分、カルシウムとナトリウムが吸収される一方、カリウム、ミオグロビン、リン酸、トロンボプラスチン、クレアチン、クレアチンキナーゼが放出される。
挫滅症候群は、患部を放置すると、コンパートメント症候群から直接発症する可能性がある。症状には、疼痛（pain）、蒼白（pallor）、パレステジア（paresthesia）（ピンと針が刺すような痛み）、麻痺（paralysis）、脈拍触知不可（pulseless）という「5つのP」が含まれる。

## 治療

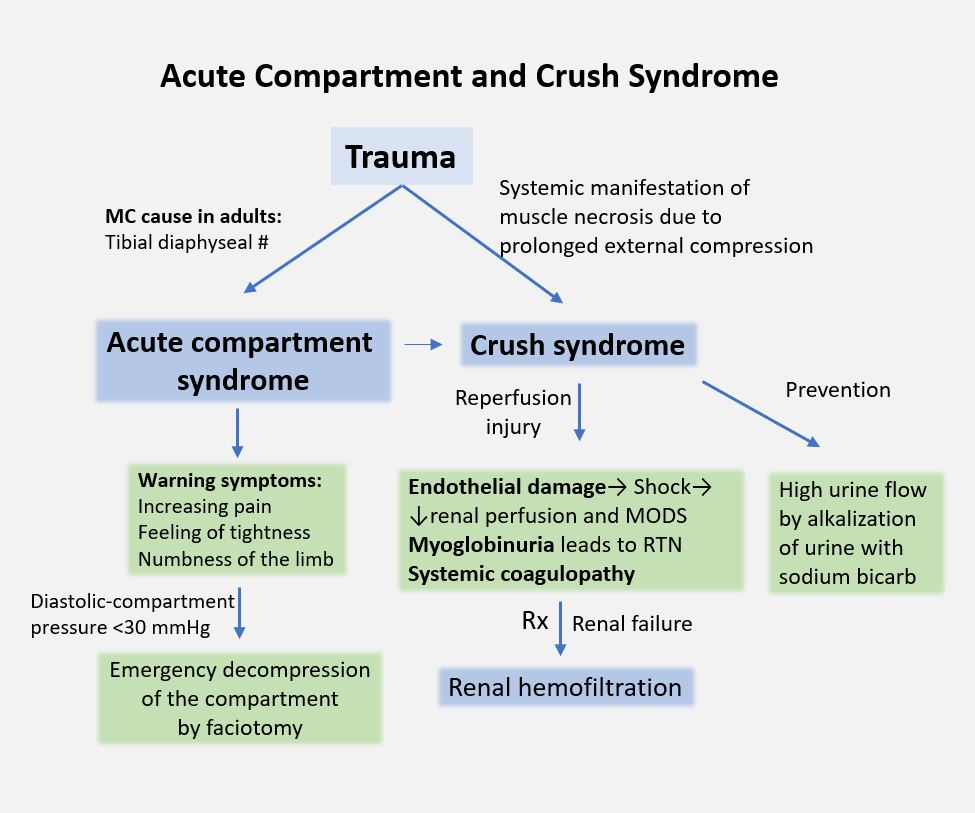
クラッシュ症候群の進行の流れ図。図中の略語は以下の通り。 MC:Most common（最多）、#: 骨折、MODS: multiple organ dysfunction syndrome（多臓器不全症候群）、RTN: renal tubular necrosis（腎尿細管壊死）

横紋筋融解症は壊死であるため、横紋筋融解症の影響や損傷を元に戻すことができる明確な治療法はない。 しかし、早期に一貫して行動することで、より多くの合併症を引き起こす可能性のある病態の発生率を低下させることができる。 全体的な治療は、患者に水分を補給することで行われる腎不全（腎不全）の予防に依存する。また、尿のpHをより塩基性にすること（尿のアルカリ化）にも依存する。
治療を受けていない即時の挫滅症候群による死亡は、重度の頭部損傷、腹部損傷を伴う体幹損傷、および窒息（酸素の極度の不足）によって引き起こされる。早期の未治療の挫滅症候群は、高カリウム血症および循環血液量減少性ショックによって引き起こされる。未治療の挫滅症候群の後期の死亡は、腎不全、血液凝固障害および出血、敗血症によって引き起こされる。
挫滅症候群の危険性から、（英国では）専門家以外の初期救護者に対する現在の推奨は、15分以上閉じ込められている挫滅損傷患者をすぐに圧から解放しないことである。

### 受傷現場での管理
低血圧の許容（制限的輸液療法）は賢明ではない。慎重な輸液負荷と炭酸水素ナトリウムの静脈内投与が賢明であり、特に挫滅圧が4時間以上患者にかかった場合、多くの場合は1時間以上持続した場合にも行う。サンフランシスコの救急隊のプロトコールでは、成人の基本的な投与量は、2Lの生理食塩水のボーラス投与に続いて500mL/hを投与することであり、「小児患者および心機能障害または腎機能障害の既往歴のある患者については、この輸液量を制限すること」、とある 。
可能ならば、現場において水分補給（患者が水を飲める場合のみ、誤嚥に十分注意して無理に飲ませない）、毛布等による保温、酸素投与を行うことが望ましい。
止血帯の使用は、挫滅に関連した傷害の生命を脅かす合併症の発生を引き延ばすことができ、失われた水分を医学的に体内にすぐに戻すことができない場合の第二の選択肢となる。患者が2時間以上何かに挟まれている場合は、止血帯の使用を考慮する。患部の心臓に近い側をゴムバンドなどで締めることで圧の解放直後に急激にカリウムが心臓に回るのを防ぐことができるが、あくまで応急処置であり、また締め付けすぎでは悪化を招くため、専門知識がある医師等が施行すべきである。

### 病院での初期治療

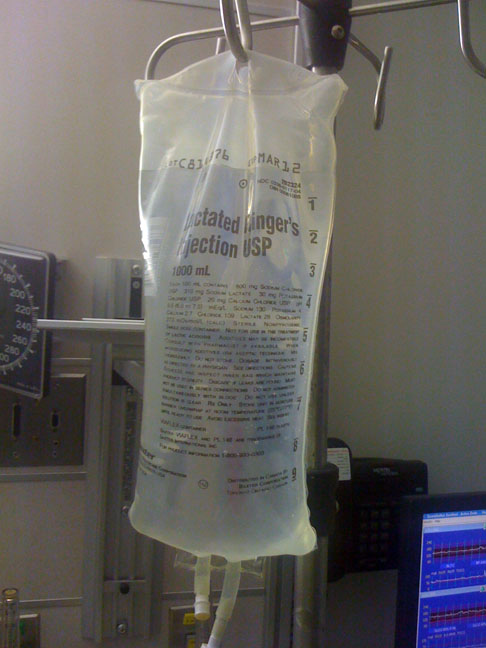
乳酸リンゲル液や生理食塩水などの細胞外液の大量輸液が行われる。
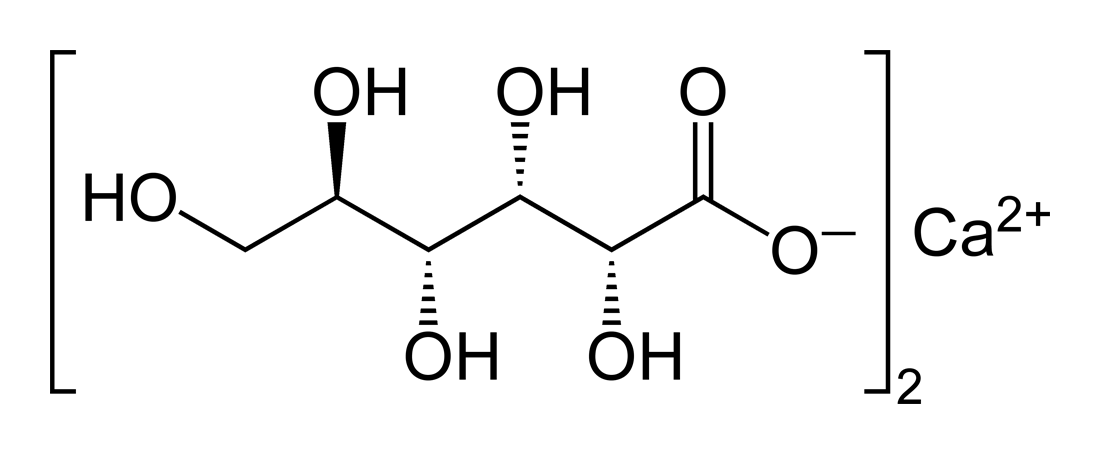
グルコン酸カルシウムの構造式。高カリウム血症に対して投与される。
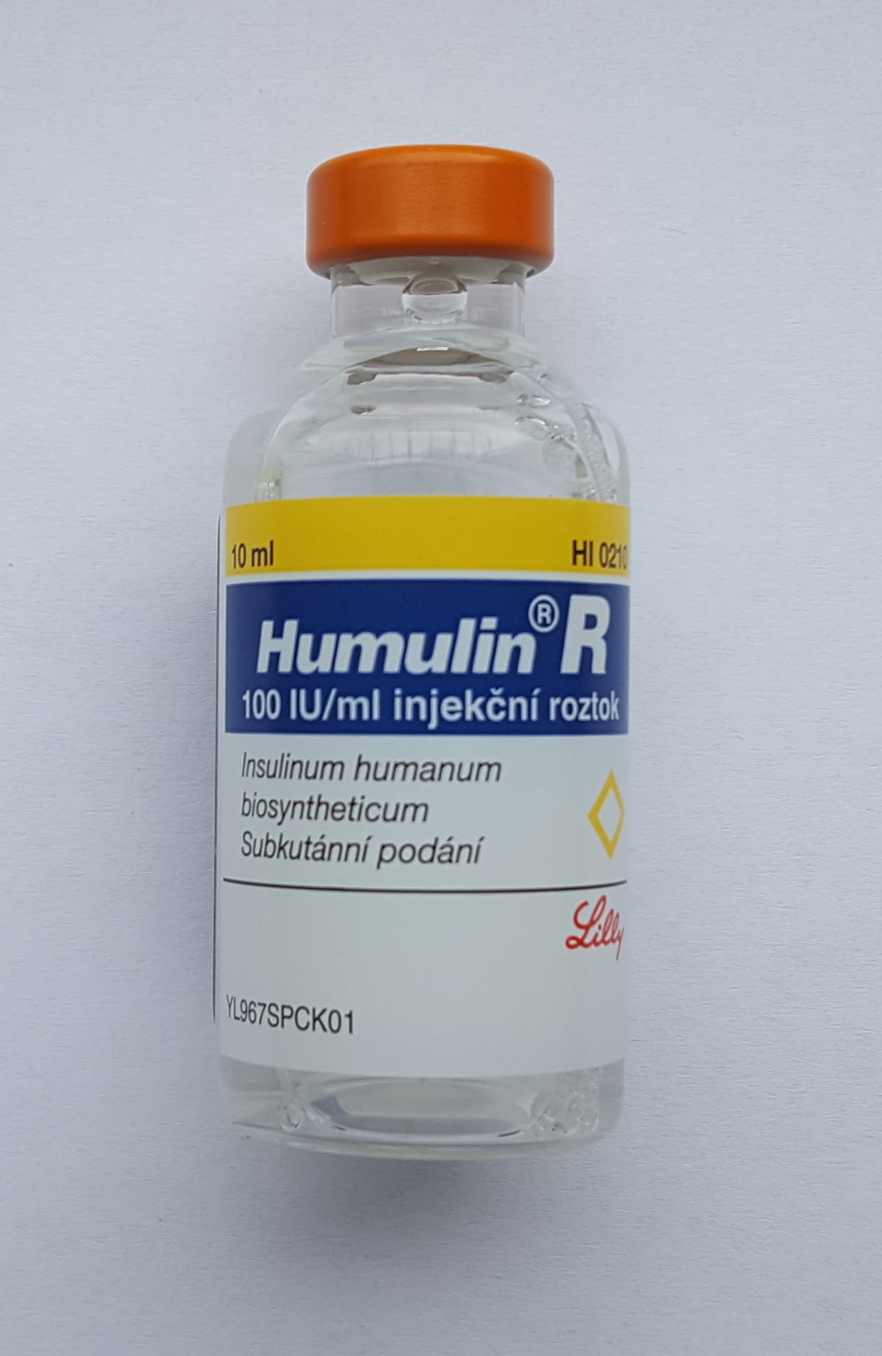
即効性インスリン、ヒューマリンRのバイアル。投与により細胞外のカリウムをブドウ糖と共に細胞内に取り込ませる効果がある。
重炭酸ナトリウムの構造式。アシドーシスを改善し、それに伴う高カリウム血症も軽減する。

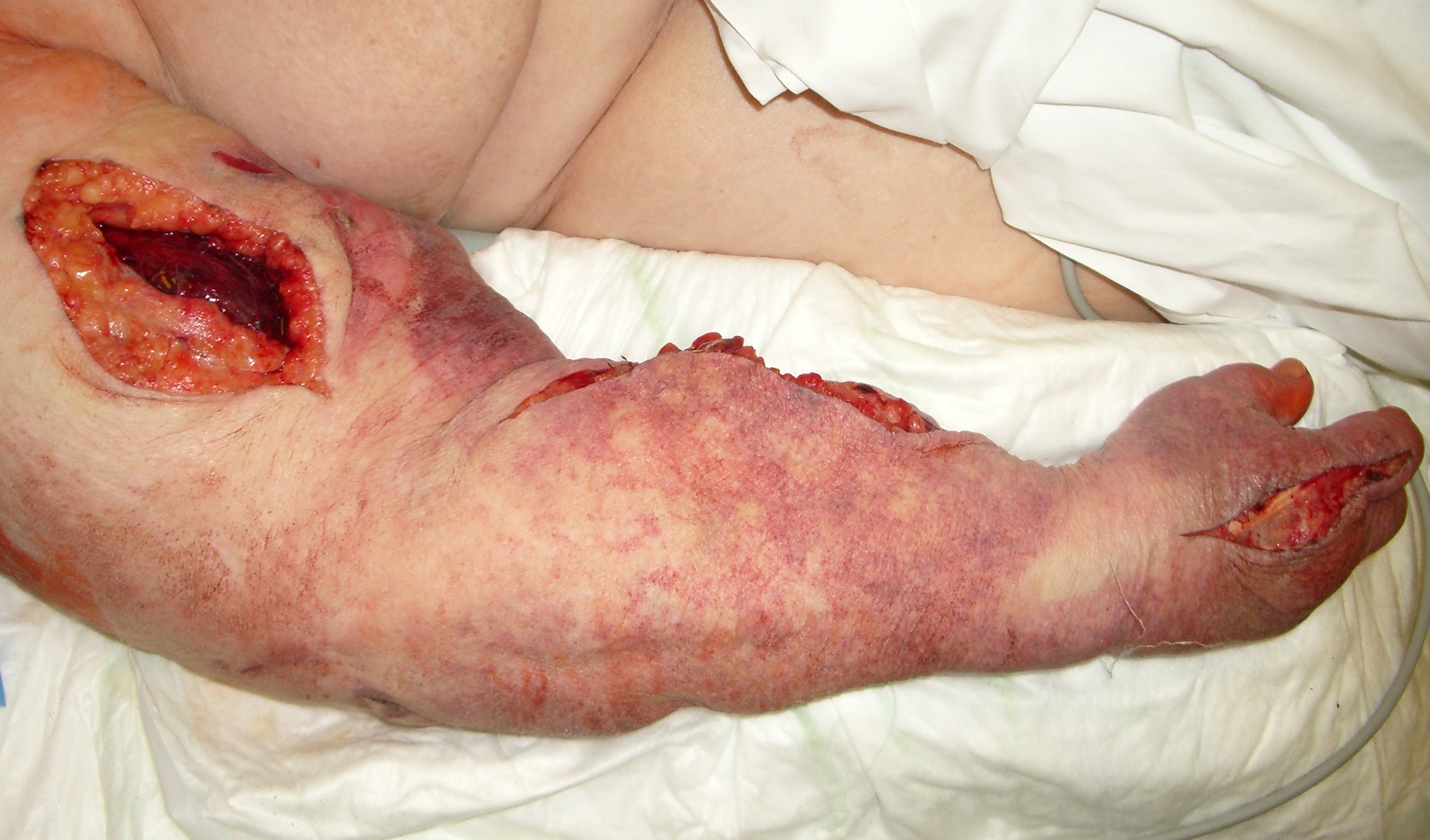
コンパートメント症候群を併発した挫滅症候群。減張切開が行われている。

低血圧、腎不全、アシドーシス、高カリウム血症、低カルシウム血症から患者を保護しなければならないため、集中治療室への入室が必要である。元気そうな患者でも経過観察が必要である。開放創は外科的に適切な処置をし、デブリードマン（必要ならば）を行い、抗生物質、破傷風トキソイドを投与する。呼吸と循環をチェックし、必要であれば酸素吸入を行う。電解質、動脈血ガス、筋酵素の測定結果に応じて、経口補液または静脈内輸液を行わなければならない。
ショックによる低血圧を予防するために、最大1.5L/hの細胞外液補給を継続する。生理食塩液や乳酸リンゲル液（ラクテック注、ソルラクト注など）、酢酸リンゲル液（ヴィーンFなど）を用いる。1日輸液量は10 - 20Lを要する場合もある。輸液とマンニトールで尿量を維持し、尿量が維持できない場合は血液透析を考慮する。ミオグロビンや尿酸が腎臓に沈着するのを防ぐため、炭酸水素ナトリウムを静脈内投与して尿のpHを6.5以上に保つ。本症は致死的な高カリウム状態を引き起こす恐れがあるため、高濃度カリウムを含む輸液（細胞内液、維持液など）は望ましくない。
アシドーシス、高カリウム血症、低カルシウム血症を予防・治療するには、以下の投与を考慮する（成人の場合）。
- グルコン酸カルシウムまたは塩化カルシウムの静脈内投与。
- 炭酸水素ナトリウムを投与する。
- 即効性インスリンを投与する。
- 50%ブドウ糖を静脈内ボーラス投与する。
- ケイキサレート（英語版）とソルビトールを経口または直腸投与する。

それでも、不整脈が発現することがある。生体情報モニタ（心電図、SpO2、血圧）を行い、特定の治療を速やかに開始することが望ましい。また、圧挫された患部が腫脹してコンパートメント症候群を起こしている場合など、状況によっては医師の判断により、患部の減張切開や切断を行うこともある。

## 社会
日本では、1995年の阪神・淡路大震災で挫滅症候群を伴う傷病者が370名以上発生し、広く知られるようになった。それまでは、臨床医にも馴染みが薄いものであった。2005年のJR福知山線脱線事故や2024年の能登半島地震による負傷者にも、挫滅症候群が発生した。

## 関連文献
- “Management of crush-related injuries after disasters”. The New England Journal of Medicine 354 (10):  1052–63. (2006). doi:10.1056/NEJMra054329. PMID 16525142.